# Taboo
Jaime Luis Gómez (Los Angeles, Kalifornija, 28. studenog 1974.), poznatiji pod svojim scenskim imenom Taboo, američki je glazbenik. Zajedno s Fergie, will.i.amom i apl.de.apom član je sastava Black Eyed Peas.

## Životopis

### Privatni život
Taboo je meksičkog i indijanskog podrijetla. Rođen je u Los Angelesu, a veći dio djetinjstva proveo je u Rosemeadu u Kaliforniji. Glazbom se bavi od tinejdžerskih dana jer ga kao dijete glazba nije zanimala. Taboo ima sina Joshuu rođenog 12. svibnja 1993.  koji ima svoj sastav imena Delta Black In Action. Dva dana prije svog 33. rođendana, 22. srpnja 2008., oženio se za djevojku Jaylyne, s kojom očekuje dijete, a will.i.am i apl.de.ap bili su mu kumovi. U planu ima osnovati neprofitnu školu umjetnosti u Rosemeadu.

### Glazbena karijera
Taboo je od 1995. godine člana sastava Black Eyed Peas. U sastavu je poznat po svojim kung fu potezima. Lik Vega iz filma Street Fighter: The Legend of Chun Li dobio je svoje osobine po njemu. Godine 2007. pojavio se na remiksevima pjesama "La llave de mi corazón" i "La Paga". Godine 2010. izdao je svoj debitantski album naziva T.A.B.O.O.

### Filmska karijera
Njegova prva filmska uloga bila je u filmu Dirty. Godine 2007. glumio je u filmu Cosmic Radio u kojem se pojavljuje i američki pjevač Michael Jackson. Dvije godine kasnije glumio je u filmu Street Fighter: The Legend of Chun-Li. Također je bio i sudac u tv emisiji MTV's Top Pop Group.

## Vanjske poveznice
- Taboo u internetskoj bazi filmova IMDb-u (engl.)